# Kaskisaari (ö i Södra Savolax, Nyslott, lat 62,19, long 28,44)
Kaskisaari är en ö i Finland. Den ligger i sjön Haukivesi och i kommunen Nyslott i  landskapet Södra Savolax, i den sydöstra delen av landet, 290 km nordost om huvudstaden Helsingfors. Öns area är 8,9 hektar och dess största längd är 480 meter i sydöst-nordvästlig riktning.